# Olšany, Jihlava
Olšany là một làng và khu tự quản (obec) thuộc huyện Jihlava, vùng Vysočina, Cộng hòa Séc.Thành phố này có diện tích 7,3 km2 (2,8 dặm vuông) và có dân số 71 người (tính đến ngày 28 tháng 8 năm 2006).
Olšany nằm khoảng 23 km (14 mi) về phía nam Jihlava và 130 km (81 mi) về phía đông nam Prague.